# Nicolas Jackson
Pour les articles homonymes, voir Jackson.
Nicolas Jackson, né le 20 juin 2001 à Banjul (Gambie), est un footballeur international sénégalais qui joue au poste d'attaquant au Chelsea FC.

## Biographie

### En club

#### Formation et débuts
Né à Banjul en Gambie, Nicolas Jackson est formé avec le club sénégalais de Casa Sports, avant de prendre la direction de l'Espagne afin de rejoindre le Villarreal CF à l'été 2019, où il intègre dans un premier temps l'équipe réserve du club.
Le 5 octobre 2020, Jackson est prêté pour une saison au CD Mirandés. Il joue son premier match en professionnel avec ce club le 18 octobre suivant, contre le RCD Majorque, en championnat. Il entre en jeu et les deux équipes s'inclinent (0-0),. Le 28 novembre 2020, Jackson inscrit son premier but en professionnel, à l'occasion d'une rencontre de championnat face au CD Castellón. Titulaire, il ouvre le score mais son équipe se fait finalement rejoindre au score (1-1 score final),.

#### Retour à Villarreal
Nicolas Jackson fait son retour au Villarreal CF à l'été 2021, après son prêt au CD Mirandés. Il joue son premier match pour Villarreal le 3 octobre 2021, lors d'un match de championnat face au Betis Séville. Il entre en jeu à la place d'Arnaut Danjuma et son équipe s'impose par deux buts à zéro ce jour-là.
Jackson parvient à convaincre son entraîneur, Unai Emery, notamment durant les matchs de préparations à l'été 2022, où le jeune attaquant sénégalais se montre à son avantage avec un but et deux passes décisives. Emery voit alors en lui un potentiel remplaçant de Boulaye Dia,. Jackson est d'ailleurs titularisé lors de la première journée de la saison 2022-2023 de Liga, le 13 août 2022 contre le promu Real Valladolid, et se fait remarquer en inscrivant son premier but pour Villarreal en ouvrant le score. Son équipe s'impose ce jour-là par trois buts à zéro,.

#### Départ pour l'Angleterre à Chelsea
Le 30 juin 2023, Jackson a signé avec le club de Premier League Chelsea un contrat de huit ans jusqu'en 2031 pour un montant estimé à 32 millions de livres.
Le 13 septembre 2024, Jackson a signé une extension de contrat de deux ans avec Chelsea, prolongeant son contrat jusqu'en 2033.

### En équipe nationale
En septembre 2022, il est convoqué pour la première fois en équipe du Sénégal. Le 11 novembre 2022, il est sélectionné par Aliou Cissé pour participer à la Coupe du monde 2022. C'est durant cette compétition qu'il honore sa première sélection avec le Sénégal, lors du premier match de groupe contre les Pays-Bas. Il entre en jeu à la place de Krépin Diatta et son équipe est battue (0-2 score final). Le 29 décembre 2023, il est retenu dans la liste des vingt-sept joueurs sénégalais sélectionnés par Aliou Cissé pour disputer la Coupe d'Afrique des nations 2023.
Il inscrit son premier but en équipe nationale le 11 octobre 2024.

## Palmarès
- Coupe du monde des clubs :
  - Vainqueur : 2025

- Ligue Conférence :
  - Vainqueur : 2025

## Statistiques détaillées
| Saison                | Club                  | Championnat           | Championnat | Championnat | Championnat | Coupe nationale | Coupe nationale | Coupe nationale | Coupe de la Ligue | Coupe de la Ligue | Coupe de la Ligue | Supercoupe | Supercoupe | Supercoupe | Compétition(s) continentale(s) | Compétition(s) continentale(s) | Compétition(s) continentale(s) | Compétition(s) continentale(s) | Coupe du monde des clubs | Coupe du monde des clubs | Coupe du monde des clubs | Sénégal | Sénégal | Sénégal | Total | Total | Total |
| Saison                | Club                  | Division              | M.          | B.          | P.d.        | M.              | B.              | P.d.            | M.                | B.                | P.d.              | M.         | B.         | P.d.       | Comp.                          | M.                             | B.                             | P.d.                           | M.                       | B.                       | P.d.                     | M.      | B.      | P.d.    | M.    | B.    | P.d.  |
| 2020-2021             | CD Mirandés (prêt)    | La Liga Smartbank     | 16          | 1           | 1           | 1               | 0               | -               | -                 | -                 | -                 | -          | -          | -          | -                              | -                              | -                              | -                              | -                        | -                        | -                        | -       | -       | -       | 17    | 1     | 1     |
| Sous-total            | Sous-total            | Sous-total            | 16          | 1           | 1           | 1               | 0               | 0               | 0                 | 0                 | 0                 | -          | -          | -          | -                              | 0                              | 0                              | 0                              | -                        | -                        | -                        | 0       | 0       | 0       | 17    | 1     | 1     |
| 2021-2022             | Villarreal CF         | Liga                  | 9           | 0           | 0           | 1               | 0               | 0               | -                 | -                 | -                 | -          | -          | -          | -                              | -                              | -                              | -                              | -                        | -                        | -                        | -       | -       | -       | 10    | 0     | 0     |
| 2022-2023             | Villarreal CF         | Liga                  | 26          | 12          | 4           | 2               | 0               | 1               | -                 | -                 | -                 | -          | -          | -          | C4                             | 10                             | 1                              | 0                              | -                        | -                        | -                        | 3       | 0       | 1       | 41    | 13    | 6     |
| Sous-total            | Sous-total            | Sous-total            | 35          | 12          | 4           | 3               | 0               | 3               | 0                 | 0                 | 0                 | -          | -          | -          | -                              | 10                             | 1                              | 0                              | -                        | -                        | -                        | 3       | 0       | 1       | 51    | 13    | 8     |
| 2023-2024             | Chelsea FC            | Premier League        | 35          | 14          | 5           | 4               | 2               | 1               | 5                 | 1                 | 0                 | -          | -          | -          | -                              | -                              | -                              | -                              | -                        | -                        | -                        | 11      | 0       | 0       | 55    | 17    | 6     |
| 2024-2025             | Chelsea FC            | Premier League        | 30          | 10          | 5           | 0               | 0               | 0               | 0                 | 0                 | 0                 | -          | -          | -          | C4                             | 4                              | 3                              | 0                              | 3                        | 0                        | 1                        | 6       | 1       | 1       | 43    | 14    | 7     |
| Sous-total            | Sous-total            | Sous-total            | 65          | 24          | 10          | 4               | 2               | 1               | 5                 | 1                 | 0                 | -          | -          | -          | -                              | 4                              | 3                              | 0                              | 3                        | 0                        | 1                        | 17      | 1       | 1       | 98    | 31    | 13    |
| Total sur la carrière | Total sur la carrière | Total sur la carrière | 116         | 37          | 15          | 7               | 2               | 2               | 5                 | 1                 | 0                 | 0          | 0          | 0          | -                              | 14                             | 4                              | 0                              | 3                        | 0                        | 1                        | 20      | 1       | 2       | 165   | 45    | 20    |

## Distinctions individuelles
Élu meilleur joueur Premier League Summer Series.